# Klášter milosrdných sester brněnských (Žernůvka)
Klášter milosrdných sester brněnských v obci Nelepeč-Žernůvka v okrese Brno-venkov se nachází v místní části Žernůvka.

## Dějiny klášterního domu
Filiální dům vznikl v Žernůvce jako zotavovna pro sestry z kongregace milosrdných sester „brněnských“, které vykonávaly náročné práce v nemocnicích. Pro tyto účely byla zakoupena usedlost v Žernůvce, na jejímž místě byla v roce 1930 vybudována současná stavba, který byla vysvěcena 19. listopadu toho roku brněnským biskupem Josefem Kupkou. Zotavovna byla navržena brněnským architektem Jindřichem Wágnerem, stavbu realizoval stavitel Jan Zeman. Jedná se o trojpodlažní budovu s půdorysem protáhlého obdélníku se suterénním polopatrem a obytným podkrovím. Na severní, příjezdové straně domu předstupují dva schodišťové rizality, na jižní straně obrácené do zahrady poloválcový útvar, který navazuje na společenskou místnost. V západní části domu se nachází kaple Panny Marie Bolestné, která prostupuje obě patra budovy a která je zároveň přístupná vnějším schodištěm; na střeše se nad kaplí nachází osmiboká zvonice. Celá budova má jednoduchou architekturu odvozenou z purismu.
V domě pobývaly jak sestry, tak později i nemocní kněží a další pacientky vyžadující péči. V letech 1943–1945 zde byly umístěny německé děti, o které se staralo několik sester, ostatní řeholnice a pacientky byly odstěhovány do domu v Drnovicích a do mateřského kláštera v Brně. Po skončení války se do Žernůvky sestry vrátily a obnovily zde zotavovnu, ze které se však po roce 1948 stal domov důchodců, jenž byl roku 1950 převzat charitou a v roce 1960 okresním národním výborem. Sestry se odtud musely roku 1958 vystěhovat do Lechovic, některé však v Žernůvce zůstaly nadále jako ošetřovatelky. V letech 1964–1968 zde byl internován brněnský biskup Karel Skoupý. V 80. letech 20. století byla na východní straně budovy vybudována přístavba s lůžkovým výtahem.
Areál byl kongregaci navrácen v roce 1991, na základě nájemní smlouvy zde ještě dalších 10 let působil okresem zřizovaný domov důchodců. Poté zde sestry oficiálně zřídily Domov sv. Alžběty a v letech 2001 a 2002 nechaly celý objekt zmodernizovat, přičemž náklady dosáhly částky 42 milionů korun. Provoz nového domova pro seniory byl zahájen 1. listopadu 2002.